# Kościół św. Marii Dominiki Mazzarello w Lubinie
Kościół świętej Marii Dominiki Mazzarello – rzymskokatolicki kościół filialny należący do parafii Matki Bożej Bolesnej w Chróstniku (dekanat Lubin Zachód diecezji legnickiej). Znajduje się w południowo-zachodniej części miasta Lubin, przy ulicy Przemysłowej.

## Historia
Jest to świątynia wzmiankowana w 1399 roku, obecna została zbudowana pod koniec XIV wieku, następnie została przebudowana w XVII wieku i odrestaurowana w XIX wieku.

## Architektura
Budowla jest orientowana, murowana, częściowo otynkowana, wzniesiona została na planie prostokąta z wydzielonym prostokątnym prezbiterium, czworokątną wieżą od strony zachodniej posiadającą prowizoryczne nakrycie zamiast zniszczonego strzelistego, gontowego dachu hełmowego. Świątynia nakryta jest dachami dwuspadowymi, ceramicznymi, przy elewacji północnej jest umieszczona zakrystia, z kolei przy elewacji południowej znajduje się kaplica nakryta sklepieniem krzyżowym podpartym centralnym filarem i ozdobiona gotyckim portalem. 

## Wyposażenie
We wnętrzu można zobaczyć m.in. drewniany renesansowy ołtarz główny wykonany na początku XVII wieku, ambonę z dekoracją rzeźbiarską powstałą w 1620 roku, lożę kolatorską z dekoracją roślinną pochodzącą z przełomu XVII i XVIII wieku. Na ścianach obwodowych i na posadzce znajdują się kamienne nagrobki wykonane w 1600 roku i na początku XVIII wieku.